# Astena atripes
Astena atripes es un coleóptero de la familia Chrysomelidae.
Fue descrita científicamente por primera vez en 1856 por Baly.